# 謝利斯基
50°57′1″N 24°14′28″E / 50.95028°N 24.24111°E
謝利斯基（烏克蘭語：Селіски），是烏克蘭西北部的村莊，隸屬沃倫州的沃洛德米爾區。該村面積2.22平方公里，海拔高度191米，2001年人口81，人口密度每平方公里36.49人。